# Дејвид Хаселхоф
Дејвид Мајкл Хаселхоф (енгл. David Michael Hasselhoff; Балтимор, 17. јул 1952) је амерички глумац и кантри музичар, познат по улогама у серији „Чувари плаже“ и „Knight Rider“. Такође је имао успешну музичку каријеру у Немачкој, Аустрији и Швајцарској.